# Euryomma peregrinum
Euryomma peregrinum là một loài ruồi trong họ Fanniidae. Đây là loài đặc trưng của chi Euryomma và ban đầu được Johann Wilhelm Meigen miên tả năm 1826, mặc dù lúc đó ông xếp nó vào một chi khác.
Con trưởng thành khoảng 3-4mm. Ấu trùng ăn các thực vật phân rã và carrion. Chúng phân bố ở hầu hết các vùng nhiệt đới và ôn hòa do du nhập. Ở châu Âu, nó có chủ yếu ở Địa Trung Hải.